# Xã Nelson Park, Quận Marshall, Minnesota
Xã Nelson Park (tiếng Anh: Nelson Park Township) là một xã thuộc quận Marshall, tiểu bang Minnesota, Hoa Kỳ. Năm 2010, dân số của xã này là 125 người.